# Wechselblättriges Milzkraut
Das Wechselblättrige Milzkraut (Chrysosplenium alternifolium), auch Gold-Milzkraut, Wechselblatt-Milzkraut oder Krätzenblume genannt, ist eine Pflanzenart aus der Familie der Steinbrechgewächse (Saxifragaceae).

## Pflanzenbeschreibung

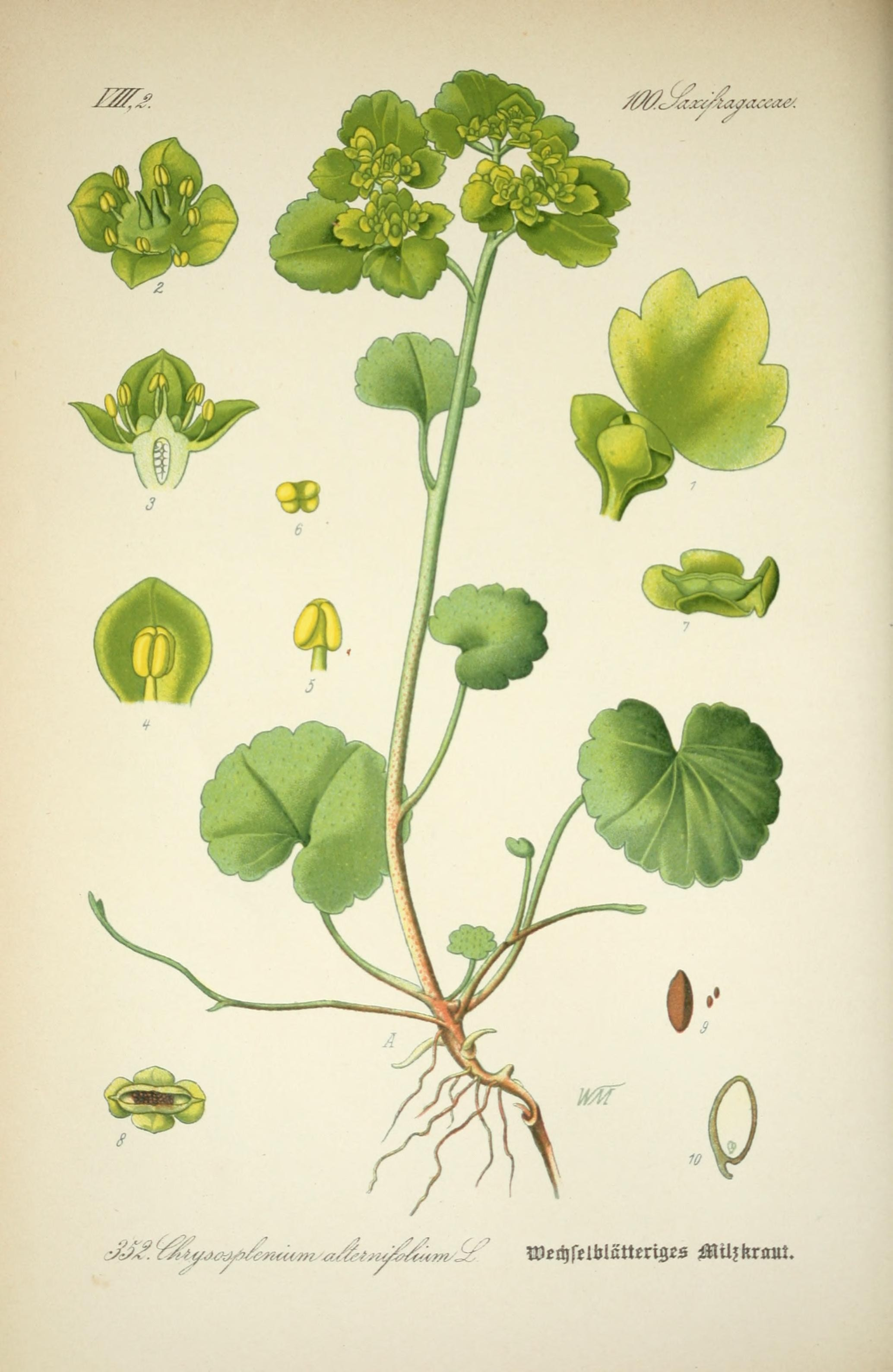
Illustration von Otto Wilhelm Thomé

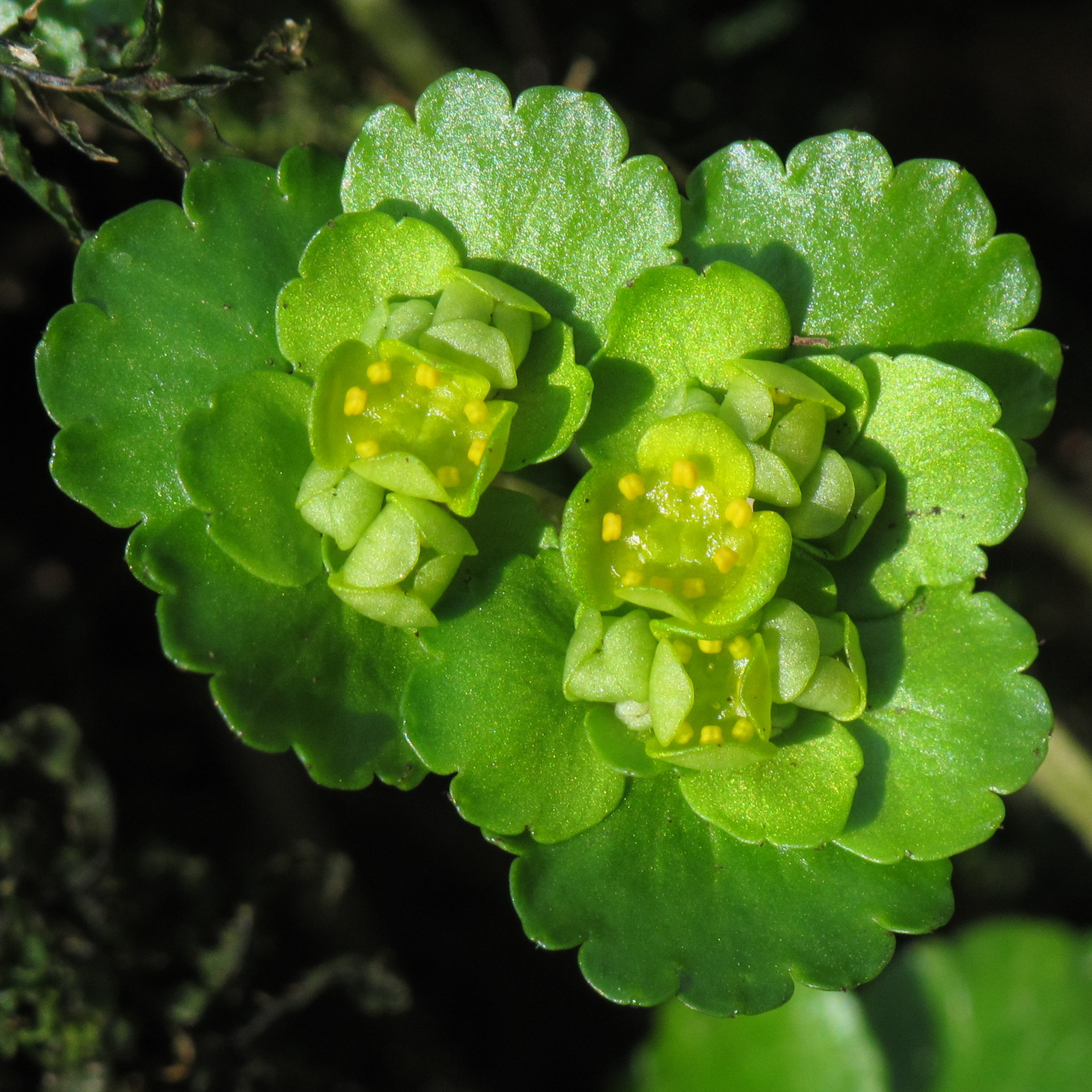
Blüten

Das Wechselblättrige Milzkraut ist eine ausdauernde krautige Pflanze, die Wuchshöhen von 5 bis 15 (selten bis 20) Zentimetern erreicht. Durch lange, dünne, unterirdische Ausläufer bildet es lockere Kolonien. Es besitzt im Gegensatz zum Gegenblättrigen Milzkraut wechselständige, tief gekerbte Laubblätter. Die Spreiten der Grundblätter besitzen einen herzförmigen Grund. Ihre Stiele sind meist mehrmals länger als ihre Spreiten. Nebenblätter sind keine vorhanden. Die Pflanze besitzt einen dreikantigen Stängel. Er trägt ein bis drei Laubblätter, die viel kleiner sind als die Grundblätter.
In dem trugdoldigen Blütenstand mit gelben Hochblättern sitzen relativ wenige Blüten. Die Blütezeit ist von März bis Mai (Juni). Die kleinen, zwittrigen, vorweiblichen, radiärsymmetrischen, vierzähligen, grün-gelblichen Blüten werden nur etwa 5 mm groß. Es ist nur ein Blütenhüllblattkreis vorhanden, es sind vier Kelchblätter vorhanden, die Kronblätter fehlen. Es gibt in jeder Blüte acht Staubblätter. Sie sind kürzer als die Kelchzipfel. Der unterständige Fruchtknoten entwickelt sich aus zwei Fruchtblättern. Es werden Kapselfrüchte gebildet. Die Samen sind breit ellipsoidisch, 0,6 bis 0,7 Millimeter lang, glatt, glänzend und kastanienbraun.
Die Art kommt mit den Chromosomenzahlen 2n = 24, 36 oder 48 vor.

## Ökologie
Die Art ist ein ausdauernder, sommergrüner Hemikryptophyt oder Geophyt. Sie wächst lockerrasig.
Die Blüten sind unscheinbare „Nektar führende Scheibenblumen“. Die Einzelblüten sind nur ca. 5 mm groß. Die Schauwirkung wird durch die goldgelben Hochblätter hervorgerufen. Die Blüten sind vorweiblich und die Narben bleiben lange empfängnisbereit. Bestäuber sind Fliegen und Käfer. Die Blütezeit liegt zwischen März und Mai.

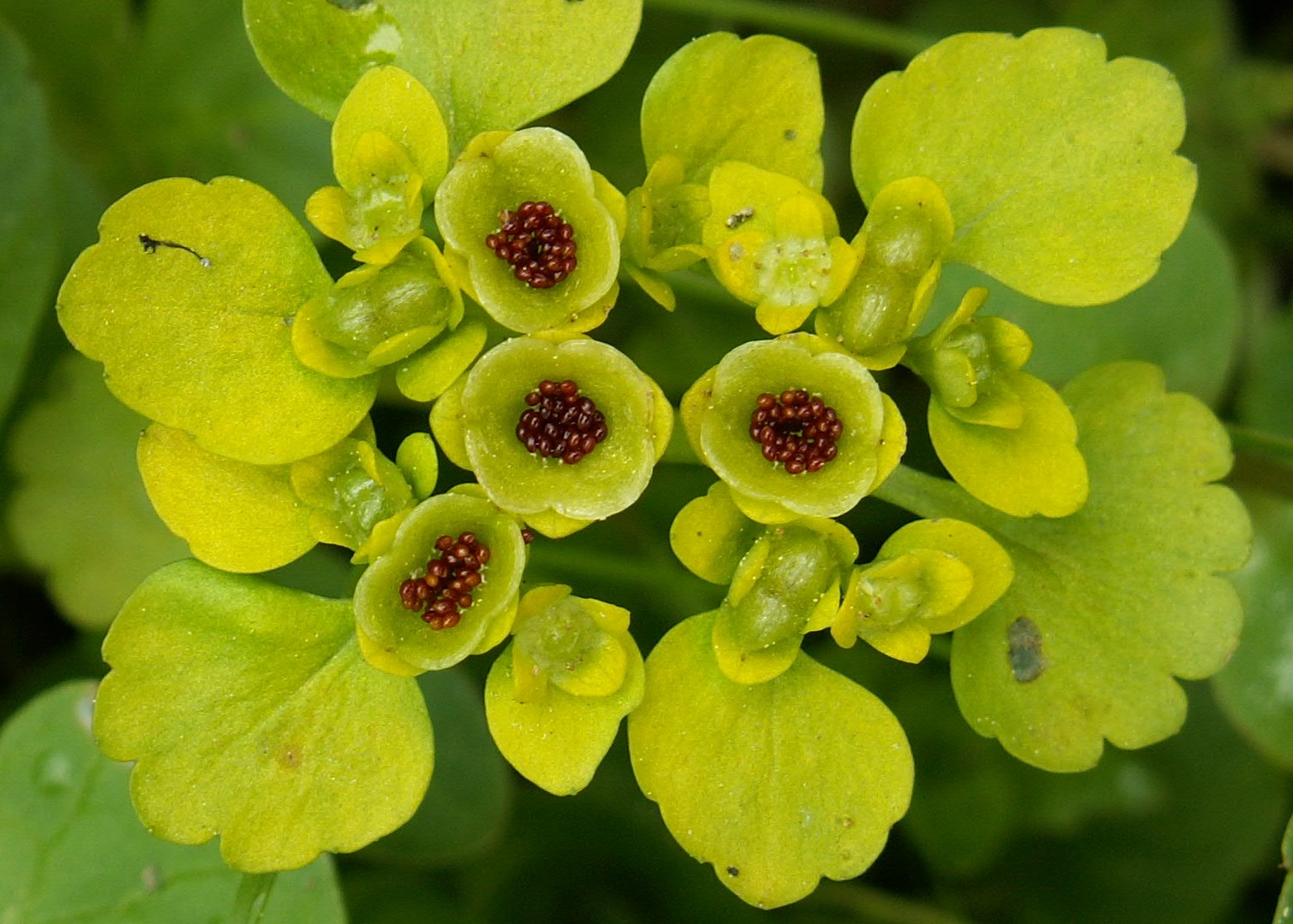
Früchte und Samen

Die geöffneten Kapselfrüchte bilden flache Schalen, aus denen die braunen, glänzenden Samen durch Regentropfen herausgeschleudert werden. Die Samen breiten sich somit als Regenballist aus. Daneben erfolgt eine Samenausbreitung als Regenschwemmlinge und auch durch Ameisen. Die Fruchtreife liegt zwischen Mai und Juni.
Die vegetative Vermehrung erfolgt durch unterirdische Ausläufer.

## Weitere Illustrationen

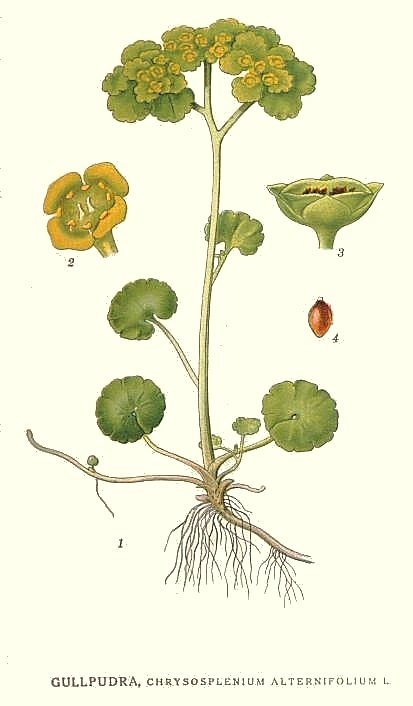
Illustration aus Bilder ur Nordens Flora
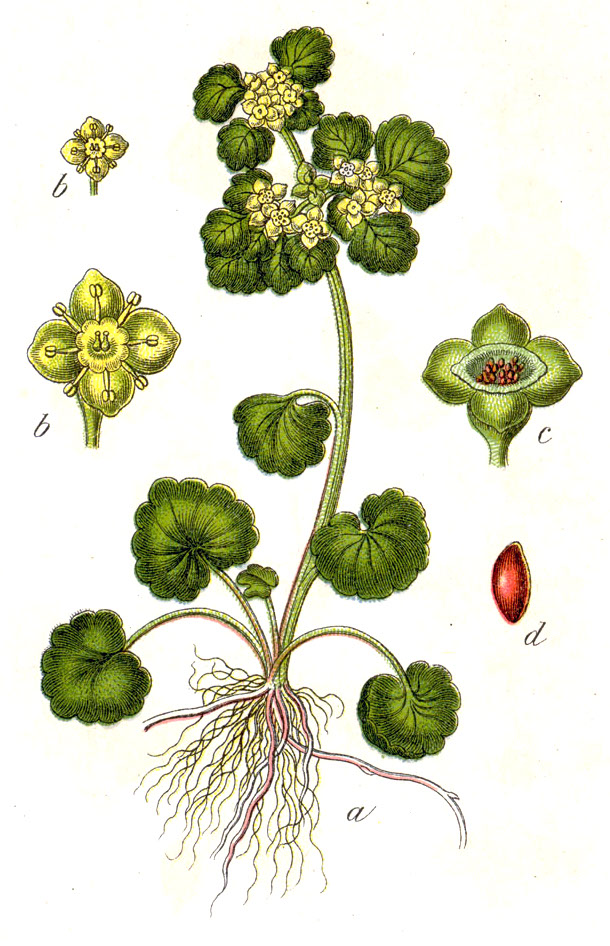
Illustration von Jacob Sturm
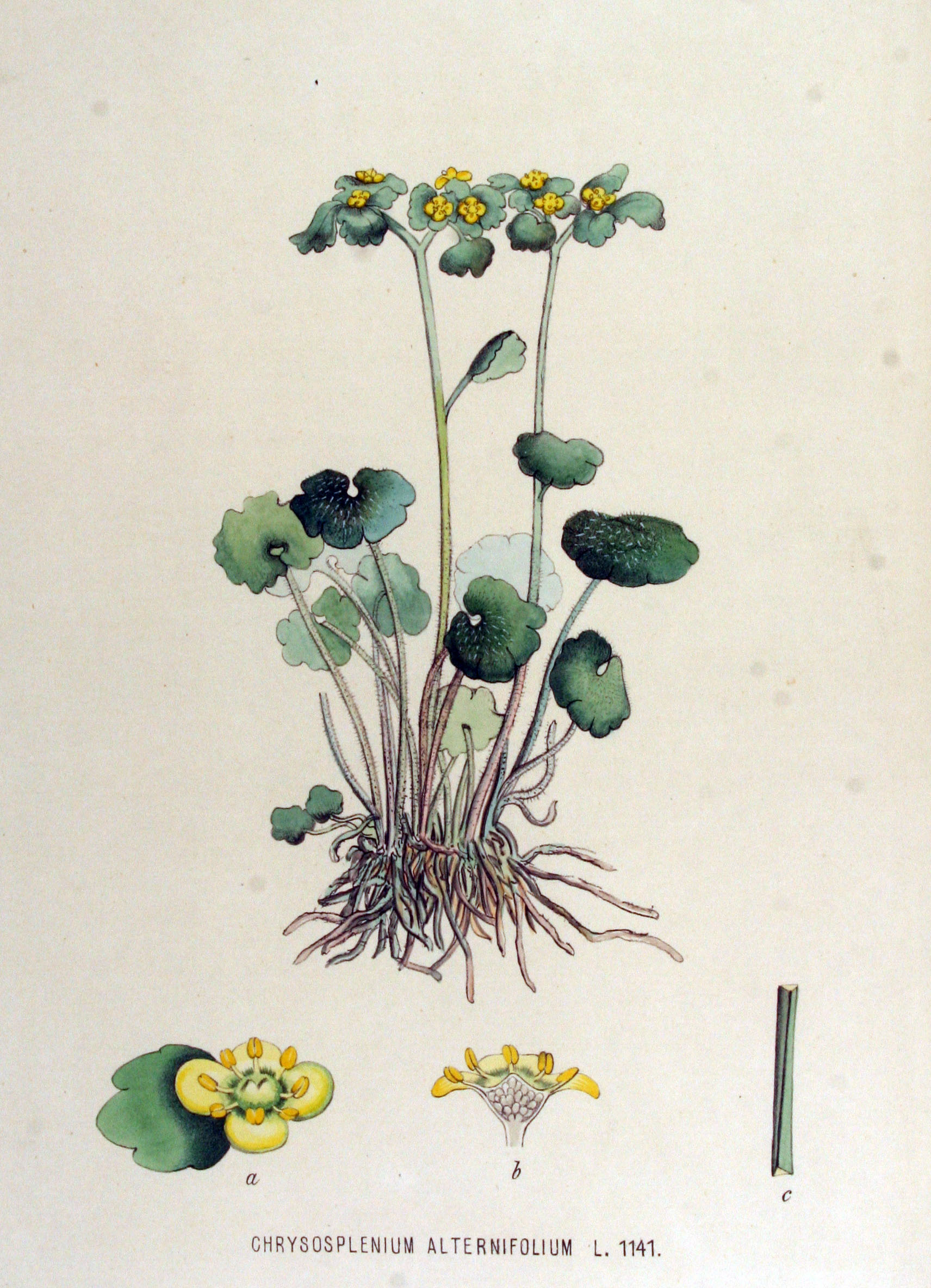
Illustration aus der Flora Batava

## Vorkommen

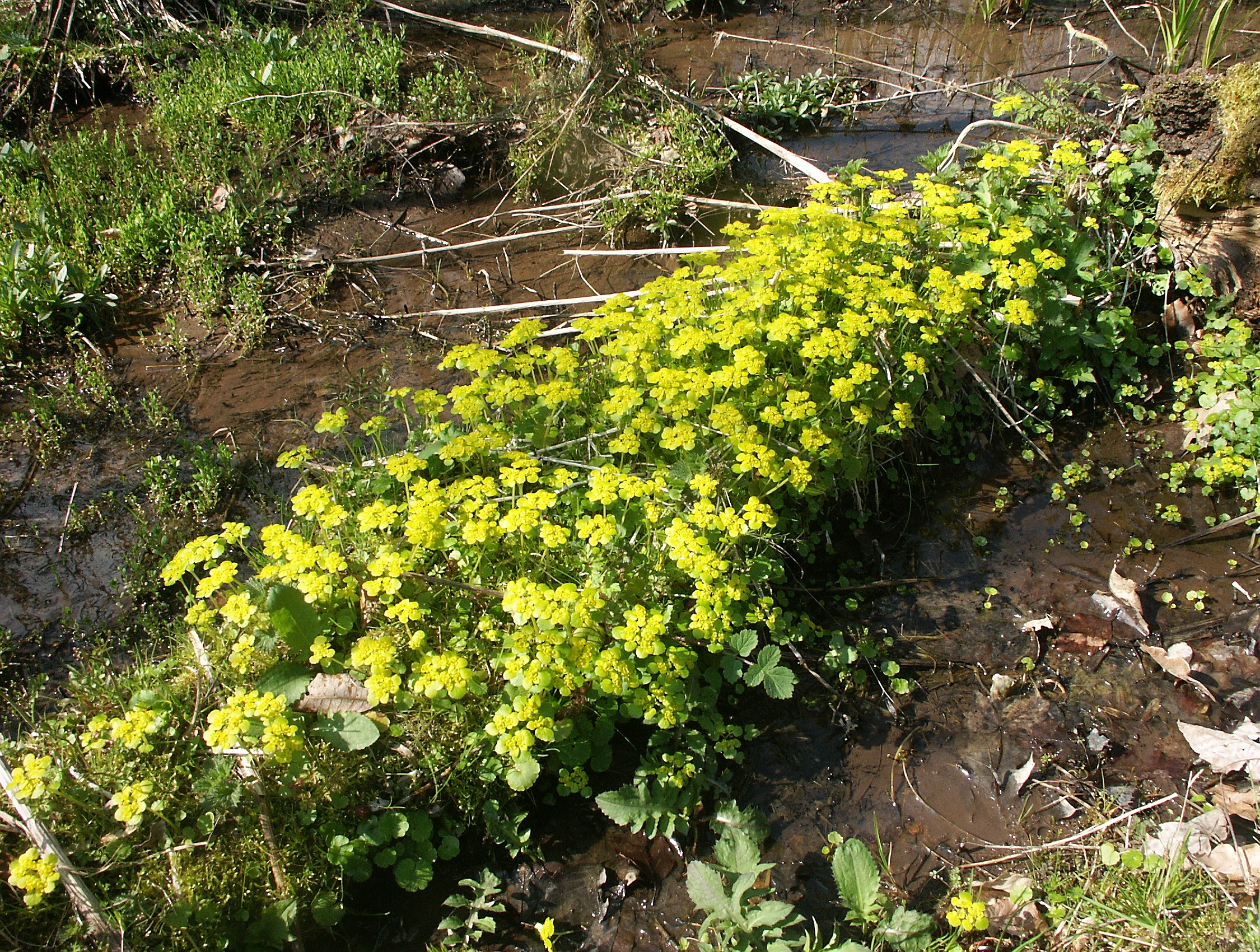
Wechselblättriges Milzkraut am Naturstandort

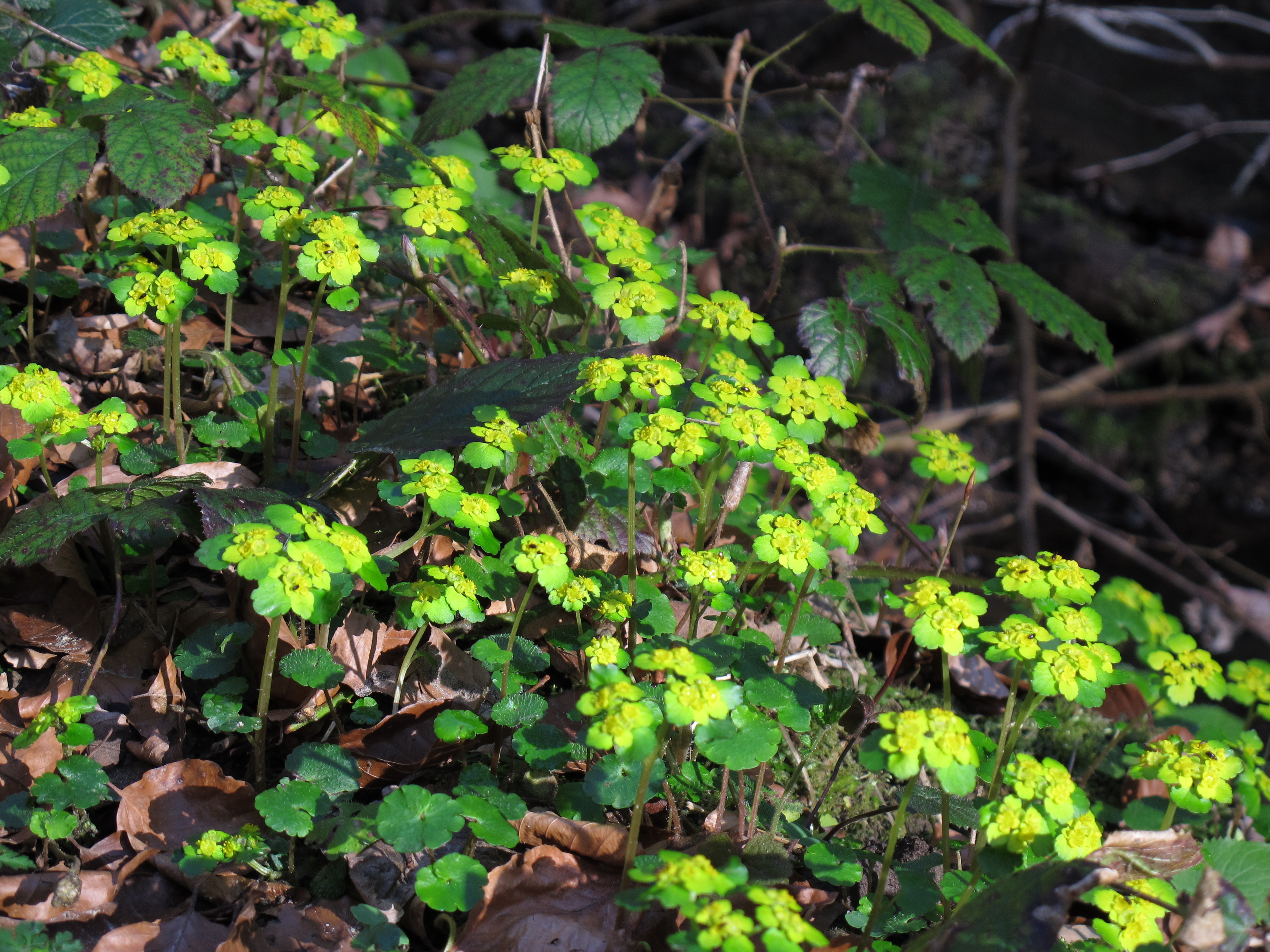
Wechselblättriges Milzkraut im Bodenseegebiet

Das Wechselblättrige Milzkraut ist in Deutschland häufig und kommt zudem auf der gesamten Nord-Hemisphäre in den temperierten Breiten vor. In den Alpen findet man es bis in Höhenlagen von meist 2000 Metern. Im Wattentaler Lizum erreicht es 2100 Meter, am Valsorey im Kanton Wallis 2050 Meter und am Piz Beverin sogar 2450 Meter Meereshöhe. In den Allgäuer Alpen steigt es an den Oberen Gottesackerwänden in Bayern bis zu 1900 m Meereshöhe auf.
Seine Standorte liegen in Wäldern, an schattigen feuchten Stellen, an Flussrändern und in bachbegleitenden Erlen- und Eschenwäldern. Es ist eine Charakterart des Verbands Alno-Ulmion, kommt aber auch in Gesellschaften der Verbände Fagion oder der Klassen Montio-Cardaminetea oder Betulo-Adenostyletea vor.
Der Boden ist immer feucht, zeitweise wird Überflutung ertragen. Es benötigt nährstoffreiche, humose, lehmige oder tonige Böden und kommt oft auf Gley vor. Es ist ein Gley- und Mullboden-Zeiger. Es ist zudem die bisher einzige Blütenpflanze, die in einer Lampenflora nachgewiesen werden konnte.
Die ökologischen Zeigerwerte nach Landolt et al. 2010 sind in der Schweiz: Feuchtezahl F = 4+w+ (nass aber stark wechselnd), Lichtzahl L = 2 (schattig), Reaktionszahl R = 4 (neutral bis basisch), Temperaturzahl T = 3 (montan), Nährstoffzahl N = 3 (mäßig nährstoffarm bis mäßig nährstoffreich), Kontinentalitätszahl K = 3 (subozeanisch bis subkontinental).

## Nutzung
Das Kraut war wegen der Signaturenlehre gegen Milzbeschwerden im Gebrauch.

## Namensgebung
Der wissenschaftliche Name leitet sich zum einen aus den griechischen Wörtern χρῡσός chrysos „Gold“, wegen der kräftig gelb gefärbten Hochblätter, und σπλήν splen „Milz“, wegen der milzähnlichen Laubblätter, ab. Das Art-Epitheton stammt vom lateinischen alternus „wechselnd“ und folium „Blatt“. Es bezieht sich auf die wechselständigen Blätter.

## Trivialnamen
Für das Wechselblättrige Milzkraut bestehen bzw. bestanden auch die weiteren deutschsprachigen Trivialnamen: Butterblumen (Schlesien), Eierkraut (Graubünden, Bern), Goldmilz, Goldveilchen (Leipzig), Hoalbletzl (Tirol im Pongau und Pinzgau), Krätzenkraut (Salzburg), Krodenkraut (Werfen, Salzburg, Zillertal), Krotenkraut (Kärnten), Krottenblume (Luzern), Goldenes Leberkraut (Schlesien), Gulden Milzkraut (Elsass), Rauch Mondkraut (Elsass), Gulden Steinbrech (Elsass), Zittrachkraut (Salzburg), Zittriche (Tirol) und Zittrichkraut (Tirol). Sie werden identisch auch für das sehr ähnliche Gegenständige Milzkraut verwandt.